# Running on Empty (película)
Running on Empty (en España, Un lugar en ninguna parte; en Argentina, Al filo del vacío; en Chile, Lejos de la ley) es una película dramática estadounidense de 1988 dirigida por Sidney Lumet, con las interpretaciones de River Phoenix, Christine Lahti, Judd Hirsch y Martha Plimpton.
Obtuvo dos nominaciones en la 61.ª edición de los Premios Óscar de 1988: al mejor guion original para Naomi Foner, y al mejor actor de reparto para River Phoenix (quien en realidad era el protagonista de la película). 

## Argumento
Un matrimonio, antaño militantes de un grupo radical, viven cambiando de lugar de residencia e identidad, huyendo del FBI debido a un incidente con una bomba que causó graves heridos. Pero en una de esas ciudades, su hijo adolescente va a entablar una relación con una chica, lo que le hará encontrarse en el dilema de seguir de un lugar a otro con sus padres y hermano o comenzar a vivir su vida de modo independiente, dejando atrás las consecuencias de un pasado que no es el suyo. 

## Reparto
- River Phoenix: Danny Pope
- Christine Lahti: Annie Pope
- Judd Hirsch: Arthur Pope
- Jonas Abry: Harry Pope
- Martha Plimpton: Lorna Phillips
- Ed Crowley: Sr. Phillips (profesor de música y padre de Lorna)
- Steven Hill: Donald Patterson (padre de Annie)
- Augusta Dabney: Abigail Patterson (madre de Annie)
- L. M. Kit Carson: Gus Winant
- David Margulies: Dr. Jonah Reiff
- Lynne Thigpen: Contacto en Eldridge St.
- Marcia Jean Kurtz: School Clerk
- Sloane Shelton: Mrs. Phillips (madre de Lorna)